# Diocese de Oliveira

Regional CNBB Leste 2.

A Diocese de Oliveira (Dioecesis Oliveirensis), é uma circunscrição eclesiástica da Igreja Católica Apostólica Romana no Brasil, criada no dia 20 de dezembro de 1941 pela bula Quo uberiores fructus do Papa Pio XII. É presidida pelo bispo Miguel Ângelo Freitas Ribeiro.

## História
A Diocese de Oliveira foi criada a 20/12/1941 pela bula Quo uberiores fructus, do Papa Pio XII, desmembrada da Arquidiocese de Belo Horizonte. Está localizada na região centro-sul do Estado de Minas Gerais, limitando-se com as Arquidioceses de Belo Horizonte e Mariana e com as Dioceses de Campanha, Divinópolis, Luz e São João del Rei. Sua superfície é de 7.979,9 km2, tem uma população, aproximada de 300 mil habitantes e como padroeiros: Nossa Senhora de Oliveira, São José e São Sebastião.

## Divisão territorial

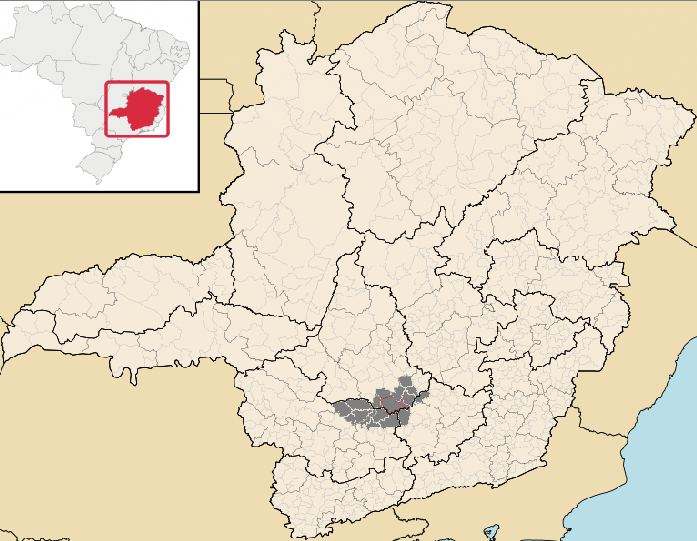
Mapa da diocese.

Possui 30 paróquias distribuídas nos municípios de: Aguanil, Bom Sucesso, Campo Belo, Cana Verde, Candeias, Carmo da Mata, Carmópolis de Minas, Cristais, Desterro de Entre Rios, Itaguara, Oliveira, Passa Tempo, Perdões, Piracema, Ribeirão Vermelho, Santana do Jacaré, Santo Antônio do Amparo, São Francisco de Paula e São Tiago. 

## Bispos
| #               | Nome                          | Período   | Notas                             |
| Bispos          | Bispos                        | Bispos    | Bispos                            |
| --------------- | ----------------------------- | --------- | --------------------------------- |
| 5º              | Miguel Ângelo Freitas Ribeiro | 2007-     | Atual                             |
| 4º              | Jésus Rocha                   | 2004-2006 |                                   |
| 3º              | Francisco Barroso Filho       | 1983-2004 | Bispo emérito                     |
| 2º              | Antônio Carlos Mesquita       | 1977-1983 | Nomeado Bispo de São João del-Rei |
| 1º              | José de Medeiros Leite        | 1945-1977 |                                   |
| Bispo-coadjutor |                               |           |                                   |
|                 | Antônio Carlos Paiva          | 2025-     | Atual                             |
|                 | Antônio Carlos Mesquita       | 1974-1977 |                                   |